# Sonate pour tuba basse et piano de Hindemith
La Sonate pour tuba basse et piano est une œuvre de Paul Hindemith composée en 1955.

## Présentation
Composée en 1955, la Sonate pour tuba basse et piano est la dernière de la série des dix sonates pour instrument à vent d'Hindemith,.
La partition de la sonate est publiée à partir de 1957 par Schott. La date de création de l’œuvre n'est pas connue.
Comme dans sa Sonate pour contrebasse et piano, Hindemith « compense le poids de l'instrument en donnant au piano une partie animée d'un humour et d'un intérêt harmonique peu courants ».

## Structure et analyse
La Sonate, d'une durée moyenne d'exécution de onze minutes environ, comprend trois mouvements, :
1. Allegro pesante, mouvement dans lequel les 
 et 
 du tuba s'opposent aux 
 et 
 du piano[1], sous forme de « fantaisie librement développée, avec, dans la coda, une réexposition très brève, sélective et variée des thèmes antérieurs[2] » ;
2. Allegro assai, mouvement scherzo, à 
, de forme ternaire, « avec une passacaille miniature en guise de trio[2] » ;
3. Variationen, finale de forme ternaire, dont le thème nonchalant est un air de douze notes énoncées par le tuba et reprises au piano[2],[1]. Une section médiane suit, avec une variation scherzando au piano, puis une cadence sous forme de récitatif au tuba, « accompagnée de progressions harmoniques au piano, progressions qui contiennent les douze notes et culminent dans deux accords complets de douze notes[1] ». Ensuite, l'exposition fait l'objet « d'une reprise à la tierce mineure inférieure, avec l'ajout d'une partie décorative à la main droite du piano[1] ».

La tonalité générale de la pièce est si bémol majeur.

## Discographie
- Paul Hindemith : Five Brass Sonatas, Indésens, 2018, Stéphane Labeyrie (tuba) et Laurent Wagshal (piano)[4],[5].
- Hindemith : Complete Sonatas for Wind Instruments and Piano, Brilliant Classics, 2021, Gianluca Grosso (tuba) et Filippo Farinelli (piano)[6],[7].